# コウノトリ未来・国際かいぎ
コウノトリ未来・国際かいぎ（コウノトリみらい・こくさいかいぎ）とは兵庫県豊岡市の豊岡市民会館で開催されるシンポジウム。1994年より兵庫県と豊岡市の主催で行われている。

## 概要
かつては日本各地でみられたコウノトリを人里に返し、人と自然が共生する地域社会の実現に取り組む同市で開催されるシンポジウムである。第1回では「コウノトリの野生復帰」、第2回では「人と自然の共生」のテーマのもと実施された。
第3回では「人と自然が共生する持続可能な地域づくり」をテーマに開催され、併せて兵庫県立コウノトリの郷公園で実施されたコウノトリ放鳥式典とともに、井戸敏三兵庫県知事、中貝宗治豊岡市長、河合隼雄文化庁長官をはじめ、山階鳥類研究所総裁等を務める秋篠宮文仁親王・紀子妃も臨席した。

## 沿革
- 1994年（平成6年）- 第1回コウノトリ未来・国際かいぎ開催
- 1999年（平成11年）- 野生復帰および研究・人工飼育の拠点施設、兵庫県立コウノトリの郷公園が開園する
- 2000年（平成12年）- 第2回コウノトリ未来・国際かいぎ開催
- 2005年（平成17年）9月24・25日 - 第3回コウノトリ未来・国際かいぎ開催
- 2010年（平成22年）10月30・31日 - 第4回コウノトリ未来・国際かいぎ開催
- 2014年（平成26年）7月19・20日 - 第5回コウノトリ未来・国際かいぎ開催
- 2021年（令和3年）10月30・31日 - 第6回コウノトリ未来・国際かいぎ開催

## 実施機関
- 主催 - 兵庫県、豊岡市
- 主管 - コウノトリ未来・国際かいぎ実行委員会
- 共催 - コウノトリ野生復帰推進連絡協議会
- 後援 - 農林水産省、国土交通省、環境省、文化庁、山階鳥類研究所、日本野鳥の会、日本自然保護協会、コウノトリファンクラブ